# سیلوپرویر
سیلوپرویر (انگلیسی: Ciluprevir) دارویی بود که به طور تجربی در درمان هپاتیت ث استفاده می‌شد. این دارو توسط بوهرینگر اینگلهایم تولید شده و تحت کد تحقیقاتی BILN 2061 توسعه یافته است. این دارو نخستین مهارکننده پروتئاز در کلاس NS3/4A بود که وارد توسعه بالینی شد و در انسان آزمایش شد.
توسعه آن در آزمایش‌های بالینی فاز Ib به دلیل سمیت در حیوانات متوقف شد. با این حال، داربست سیلوپرویر برای طراحی مهارکننده‌های ماکروسیکلیک جدید مانند سیمپرویر (TMC-435) و دانوپرویر مورد استفاده قرار گرفت.